# Петкявичюс, Наурис
Наурис Петкявичюс (лит. Nauris Petkevičius; род. 19 февраля 2000, Каунас, Литва) —  литовский футболист, нападающий клуба «Шарлеруа» и сборной Литвы. Выступает на правах аренды за клуб «ФА Шяуляй».

## Карьера

### «Стумбрас»
В январе 2016 года стал игроком «Стумбраса». Дебютировал в А-Лиге 24 июня 2016 года в матче с «Жальгирисом». 

### «Лилль Б»
В июле 2017 года перешёл в дубль французского «Лилля», но на поле так и не вышел. 

### «Хегельманн»
В сентябре 2020 года перешёл в «Хегельманн» свободным агентом. Дебютировал за клуб 6 марта 2021 года в матче с «Джюгасом». Забил дебютный мяч в ворота «Паневежиса». 

### «Шарлеруа»
В январе 2022 года перешёл в «Шарлеруа». Дебютировал в Про-Лиге 22 января 2022 года в матче с «Гентом», заменив Кена Нкуба. 

## Карьера в сборной
Играл за сборные Литвы до 19 и 21 года. 
Летом 2022 года был вызван в основную сборную страны. Дебютировал 4 июня 2022 года в матче Лиги Наций против сборной Люксембурга, заменив Паулюса Голубицкаса. 